# Chandon
Chandon település Franciaországban, Loire megyében. Lakosainak száma 1440 fő (2022. január 1.). Chandon Saint-Denis-de-Cabanne, Villers, Charlieu, Mars, Pouilly-sous-Charlieu és Saint-Hilaire-sous-Charlieu községekkel határos.

## Népesség
A település népességének változása:
| Lakosok száma | 863  | 1087 | 1296 | 1443 | 1419 | 1438 | 1484 | 1479 | 1475 | 1440 |
|               | 1968 | 1982 | 1990 | 2006 | 2013 | 2015 | 2017 | 2019 | 2020 | 2022 |